# Прибиль, Яков Иванович
Яков Иванович Прибиль (1811—1892) — российский врач, доктор медицины; тайный советник.

## Биография
Родился в 1811 году в семье врача Ивана Антоновича Прибиля; стал, как и отец врачом, окончив медицинский факультет Московского университета в 1835 году лекарем 2-го отделения.
Был определён ординатором в Тифлисский военный госпиталь. В 1840 году получил в Московском университете степень доктора медицины, защитив диссертацию «De hemitritaeo» (М., 1841)..
В 1844 году назначен старшим ординатором, а в 1845 году — помощником главного доктора Тифлисского военного госпиталя и в 1848 году уволен от службы. В 1847 году, 17 и 19 апреля, он провёл первые успешные операции на Кавказе с применением эфирного наркоза.
Во время Крымской войны, в 1854 году снова был определён на военную службу — дивизионным доктором в 13-й пехотную дивизию, а в 1857 году вышел в отставку.
Умер в чине тайного советника 10 (22) марта 1892 года; похоронен был в Москве, в Покровском монастыре.
Напечатал: «Эпидемический тиф в войсках в Тифлисе, в декабре 1842 г.», читано в Обществе русских врачей, — «Друг здравия», 1843.

## Награды
российские
- Медаль «В память войны 1853—1856»
- орден Св. Станислава 2-й ст. с императорской короной (1862)
- орден Св. Анны 2-й ст. (1864)
- орден Св. Владимира 3-й ст. с мечами (1866)
- орден Св. Станислава 1-й ст. (1876)

иностранные
- персидский орден Льва и Солнца 1-й ст. (1872).

## Семья
Был женат, по одним источникам на Августе Васильевне, по другим — на Надежде Егоровне Аристовой. Имел пятерых детей:
- Виктор (1842—1906), статский советник, похоронен на Никольском кладбище Александро-Невской лавры[4]
- Нина (1847—?)
- Юлия (1849—?)
- Екатерина (1851—?)
- Мария (1854 — после 1900), была замужем за Дмитрием Александровичем Мещерским (8.02.1853-1910)[5]